# Petrie (Queensland)
Petrie ist ein Stadtteil (Suburb) von Brisbane, der Hauptstadt des australischen Bundesstaats Queensland. Der Ort liegt etwa 25 Kilometer nördlich des Stadtzentrums von Brisbane. Die Einwohnerzahl lag 2021 bei 8722 Personen.

## Geschichte
Die Herkunft des Ortsnamens stammt von einem frühen Einwohner namens Tom Petrie. Die Gemeinde wurde nach seinem Tod Petrie genannt. Zuvor war das Gebiet als North Pine bekannt. Tom Petrie war aufgrund seiner Gemeindearbeit und seiner Zusammenarbeit mit den einheimischen Einwohnern eine angesehene Persönlichkeit in der Region.

## Bildungseinrichtung
- Petrie State School[4]
- Kurwongbah State School[5]
- Our Lady of the Way Catholic School[6]
- Mt Maria College[7]